# Villeneuve-sur-Verberie
Villeneuve-sur-Verberie is een gemeente in het Franse departement Oise (regio Hauts-de-France) en telt 624 inwoners (1999). De plaats maakt deel uit van het arrondissement Senlis.

## Geografie
De oppervlakte van Villeneuve-sur-Verberie bedraagt 8,2 km², de bevolkingsdichtheid is 76,1 inwoners per km².
De onderstaande kaart toont de ligging van Villeneuve-sur-Verberie met de belangrijkste infrastructuur en aangrenzende gemeenten.

## Demografie
Onderstaande figuur toont het verloop van het inwonertal (bron: INSEE-tellingen).